# 1829 Dawson
1829 Dawson este un asteroid din centura principală, descoperit pe 6 mai 1967, de Carlos Cesco și Arnold Klemola.